# プロ教師の会
プロ教師の会（プロきょうしのかい）は、埼玉県の公立中学校に勤務する教師たちによって作られた会。教育現場の現実を踏まえ、リアルに校内暴力や非行、不登校、生徒の学力などの問題と取り組む教師たちの勉強会から生まれた会で、当初は川越市内に勤務する教師の会だった。
リーダーは河上亮一、諏訪哲二など。1980年代後半90年代初頭にかけて別冊宝島から『ザ・中学教師』と銘打った一連の教師本をシリーズとして刊行。リーダーの河上亮一、諏訪哲二は、一躍現場主義のリアルな教育評論家として脚光を浴びるようになった。また、最近では、若きリーダーとして喜入克も著書やメディアで脚光を浴びている。『学校崩壊』『高校崩壊』などの著書や機関紙「異議あり！」が有名。
河上亮一、諏訪哲二、藤田敏明などの主力メンバーが、すでに定年退職となり、34年間発行をつづけてきた定期刊行物「異議あり！」紙も、2006年3月に終刊となった。
なお、京都大学の学生などを採用した個別指導および家庭教師の派遣会社で「PROKYO プロ教師の会」という名称の会社が関西を中心に存在したが、本項の会とは無関係である。

## 考え方
- 教師と生徒の間には「教える者ー教えられる者」「指導する者ー指導される者」「処分する者ー処分される者」という教師と生徒の学校内の身分制度が必要であると言う立場に立ち、"生徒の味方をする"保護者やマスコミ・人権弁護士・教育改革者などを秩序破壊者として批判する。最近では、義家弘介・水谷修をはじめ、廣中邦充・今村克彦・尾木直樹など、管理・秩序・身分の上下関係を掲げる当組織の理念と対照的な教育指導を行う教師や活動家に対しても批判している。
- 河上亮一は著書の中で、「小・中学校での学級崩壊・校内暴力の増加は、学校行事を形骸化させ、個を重視した教育改革に原因があるとし、部活動・運動会・文化祭などの学校行事が持つ教育力を見直すことが必要だ」と説いている。
- 義務教育の目標は、生徒の「社会的自立」（一人前の社会人として仕事をして、生計を立て、自立して生きていく事）であるとし、その目標から見て、現在の生徒達の問題はどこにあるのかを徹底してリアルに分析し、社会に発信している。また、その為の義務教育の柱を基礎的学力を実に付けさせる・基本的な生活習慣を確立する・社会性（道徳観念や集団生活のあり方等）を植えつけるの三つに分けて論じている。